# یونیونویل، شهرستان مورگان، اوهایو
یونیونویل (به انگلیسی: Unionville) یک منطقهٔ مسکونی در ایالات متحده آمریکا است که در شهرستان مورگان، اوهایو واقع شده‌است. یونیونویل ۲۰۰٫۸۷ متر بالاتر از سطح دریا قرار دارد.